# Alipiusz (biskup Bizancjum)
Alipiusz – biskup Bizancjum w latach 166–169.